# Live in Gdańsk
Live in Gdańsk je první živé album britského kytaristy a zpěváka Davida Gilmoura, který je známý především jako člen skupiny Pink Floyd. Album vyšlo na podzim 2008 (viz 2008 v hudbě), jen několik dní po smrti jednoho z účastníků koncertu, klávesisty Ricka Wrighta. V britském hudebním žebříčku prodejnosti hudebních alb se tato deska umístila nejlépe na 10. místě.
Živé album Live in Gdańsk, jak již jeho název napovídá, bylo nahráno na koncertě v polském Gdaňsku. Tato akce se odehrála 26. srpna 2006 v gdaňských loděnicích, kde na počátku 80. let 20. století vzniklo odborové hnutí Solidarita, na jehož počest byl tento koncert uspořádán. Zároveň se jednalo o zcela poslední koncert v rámci turné ke Gilmourovu albu On an Island, které bylo vydáno na jaře téhož roku. Proto byl na vystoupení v Gdaňsku pozván polský symfonický orchestr Baltic Philharmonic Orchestra a koncert byl zaznamenán jak zvukově, tak i obrazově. Této akci přihlíželo přibližně 50 000 diváků a posluchačů.

## Verze
Live in Gdańsk bylo vydáno v pěti verzích, které se liší počtem obsažených disků.
- dvojdisková verze: 2 CD obsahující audiozáznam celého koncertu
- trojdisková verze: jako předchozí + 1 DVD s videozáznamem části koncertu
- čtyřdisková verze: jako předchozí + 1 DVD s 5.1 mixem alba On an Island a videozáznamy různých skladeb, pořízených na několika vystoupení
- pětidisková verze: jako předchozí + 1 CD s audiozáznamy 12 skladeb, které byly pořízeny během celého turné k desce On an Island
- 5 LP s audiozáznamem celého koncertu a několika bonusovými skladbami

Album je rovněž dostupné na iTunes.com.

## Seznam skladeb

### Dvojdisková verze
Audiozáznam koncertu v Gdaňsku kromě skladby „Wot's… Uh The Deal?“
| Disk 1 | Disk 1                | Disk 1                         | Disk 1                           | Disk 1 |
| Pořadí | Název                 | Autor                          | Původní album                    | Délka  |
| ------ | --------------------- | ------------------------------ | -------------------------------- | ------ |
| 1.     | Speak to Me           | Mason                          | The Dark Side of the Moon (1973) | 1:23   |
| 2.     | Breathe               | Waters, Gilmour, Wright        | The Dark Side of the Moon (1973) | 2:49   |
| 3.     | Time                  | Mason, Waters, Wright, Gilmour | The Dark Side of the Moon (1973) | 5:38   |
| 4.     | Breathe (Reprise)     | Gilmour, Waters                | The Dark Side of the Moon (1973) | 1:32   |
| 5.     | Castellorizon         | Gilmour                        | On an Island (2006)              | 3:47   |
| 6.     | On an Island          | Gilmour, Samsonová             | On an Island (2006)              | 7:26   |
| 7.     | The Blue              | Gilmour, Samsonová             | On an Island (2006)              | 6:39   |
| 8.     | Red Sky at Night      | Gilmour                        | On an Island (2006)              | 3:03   |
| 9.     | This Heaven           | Gilmour, Samsonová             | On an Island (2006)              | 4:33   |
| 10.    | Then I Close My Eyes  | Gilmour                        | On an Island (2006)              | 7:42   |
| 11.    | Smile                 | Gilmour, Samsonová             | On an Island (2006)              | 4:26   |
| 12.    | Take a Breath         | Gilmour, Samsonová             | On an Island (2006)              | 6:47   |
| 13.    | A Pocketful of Stones | Gilmour, Samsonová             | On an Island (2006)              | 5:41   |
| 14.    | Where We Start        | Gilmour                        | On an Island (2006)              | 8:01   |

| Disk 2         | Disk 2                                 | Disk 2                         | Disk 2                                | Disk 2 |
| Pořadí         | Název                                  | Autor                          | Původní album                         | Délka  |
| -------------- | -------------------------------------- | ------------------------------ | ------------------------------------- | ------ |
| 1.             | Shine On You Crazy Diamond (Parts I–V) | Wright, Waters, Gilmour        | Wish You Were Here (1975)             | 12:07  |
| 2.             | Astronomy Domine                       | Barrett                        | The Piper at the Gates of Dawn (1967) | 5:02   |
| 3.             | Fat Old Sun                            | Gilmour                        | Atom Heart Mother (1970)              | 6:40   |
| 4.             | High Hopes                             | Gilmour, Samsonová             | The Division Bell (1994)              | 9:57   |
| 5.             | Echoes                                 | Waters, Wright, Mason, Gilmour | Meddle (1971)                         | 25:26  |
| 6.             | Wish You Were Here                     | Waters, Gilmour                | Wish You Were Here (1975)             | 5:15   |
| 7.             | A Great Day for Freedom                | Gilmour, Samsonová             | The Division Bell (1994)              | 5:56   |
| 8.             | Comfortably Numb                       | Gilmour, Waters                | The Wall (1979)                       | 9:22   |
| Celková délka: | Celková délka:                         | Celková délka:                 | Celková délka:                        | 148:58 |

### Trojdisková verze
Obsahuje předchozí 2 CD a následující DVD.
Videozáznam části koncertu v Gdaňsku
Disk 3 (DVD)
1. „Castellorizon“ (Gilmour)
2. „On an Island“ (Gilmour/Samson)
3. „The Blue“ (Gilmour/Samson)
4. „Red Sky at Night“ (Gilmour)
5. „This Heaven“ (Gilmour/Samson)
6. „Then I Close My Eyes“ (Gilmour)
7. „Smile“ (Gilmour/Samson)
8. „Take a Breath“ (Gilmour/Samson)
9. „A Pocketful of Stones“ (Gilmour/Samson)
10. „Where We Start“ (Gilmour)
11. „Astronomy Domine“ (Barrett)
12. „High Hopes“ (Gilmour/Samson)
13. „Echoes“ (Waters/Gilmour/Wright/Mason)
14. „A Great Day for Freedom“ (Gilmour/Samson)
15. „Comfortably Numb“ (Gilmour/Waters)

- Gdańsk Diary – 36minutový dokument o koncertu
- přístup ke stažení 12 bonusových skladeb (viz Disk 5) a „Wot's… Uh The Deal?“ z internetu

### Čtyřdisková verze
Obsahuje předchozí 3 disky a následující DVD.
Disk 4 (DVD)
- 5.1 zvukový mix alba On an Island (pouze audio)

Videa:
Jam session z The Barn, leden 2007
- „Barn Jam 166“
- „Barn Jam 192“
- „Barn Jam 121“

Skladby z vystoupení v Mermaid Theatre, březen 2006
- „Shine On You Crazy Diamond“
- „Wearing the Inside Out“
- „Comfortably Numb“

Skladby z nahrané ve studiích AOL, duben 2006
- „On an Island“
- „High Hopes“

Skladby z dokumentu Live from Abbey Road, 2006
- „The Blue“
- „Take a Breathe“
- „Echoes“ (akustická verze)

### Pětidisková verze
Obsahuje předchozí 4 disky a následující CD (tyto skladby jsou k dispozici na internetu i majitelům troj- a čtyřdiskové verze, přístup ke stažení jim zajišťuje první DVD).
| Disk 5 (CD)    | Disk 5 (CD)                                                                                 | Disk 5 (CD)             | Disk 5 (CD)                        | Disk 5 (CD) |
| Pořadí         | Název                                                                                       | Autor                   | Původní album                      | Délka       |
| -------------- | ------------------------------------------------------------------------------------------- | ----------------------- | ---------------------------------- | ----------- |
| 1.             | Shine On You Crazy Diamond (Parts I–V; Benátky, 12. srpna 2006 & Vienne, 31. července 2006) | Wright, Waters, Gilmour | Wish You Were Here (1975)          | 13:09       |
| 2.             | Dominoes (Paříž, 15. března 2006)                                                           | Barrett                 | Barrett (1970)                     | 4:53        |
| 3.             | The Blue (Vienne, 31. července 2006)                                                        | Gilmour, Samsonová      | On an Island (2006)                | 6:21        |
| 4.             | Take a Breath (Mnichov, 29. července 2006)                                                  | Gilmour, Samsonová      | On an Island (2006)                | 6:43        |
| 5.             | Wish You Were Here (Glasgow, 27. května 2006)                                               | Waters, Gilmour         | Wish You Were Here (1975)          | 5:17        |
| 6.             | Coming Back to Life (Florencie, 2. srpna 2006)                                              | Gilmour                 | The Division Bell (1994)           | 7:10        |
| 7.             | Find the Cost of Freedom (Manchester, 26. května 2006)                                      | Stills                  | singl „Ohio“ (1970)                | 1:27        |
| 8.             | This Heaven (Vienne, 31. července 2006)                                                     | Gilmour, Samsonová      | On an Island (2006)                | 4:27        |
| 9.             | Wearing the Inside Out (Milán, 25. března 2006)                                             | Wright, Moore           | The Division Bell (1994)           | 7:32        |
| 10.            | A Pocketful of Stones (Vienne, 31. července 2006)                                           | Gilmour, Samsonová      | On an Island (2006)                | 6:27        |
| 11.            | Where We Start (Vienne, 31. července 2006)                                                  | Gilmour                 | On an Island (2006)                | 7:37        |
| 12.            | On the Turning Away (Benátky, 12. srpna 2006)                                               | Gilmour, Moore          | A Momentary Lapse of Reason (1987) | 6:06        |
| Celková délka: | Celková délka:                                                                              | Celková délka:          | Celková délka:                     | 77:02       |

Tato „deluxe“ verze obsahuje kromě CD a DVD disků také:
- 24stránkový booklet (ostatní verze mají booklet 12stránkový)
- pohlednici
- vstupenku
- propustku do zákulisí
- oboustranný plakát
- trsátko
- sedm fotografií

### Vinylová verze
LP 1
1. „Speak to Me“
2. „Breathe“
3. „Time“
4. „Breathe (Reprise)“
5. „Castellorizon“
6. „On an Island“
7. „The Blue“
8. „Red Sky at Night“
9. „This Heaven“

LP 2
1. „Then I Close My Eyes“
2. „Smile“
3. „Take a Breath“
4. „A Pocketful of Stones“
5. „Where We Start“

LP 3
1. „Shine On You Crazy Diamond“
2. „Wot's… Uh The Deal?“
3. „Astronomy Domine“
4. „Fat Old Sun“
5. „High Hopes“

LP 4
1. „Echoes“
2. „Wish You Were Here“
3. „A Great Day for Freedom“
4. „Comfortably Numb“

LP 5
1. „On the Turning Away“
Benátky, 12. srpna 2006
2. „The Blue“
Live from Abbey Road
3. „Echoes“ (akustická verze)
Live from Abbey Road
4. „Barn Jam 166“
5. „Barn Jam 121“

Kromě pěti LP se v této verzi také nachází 20stránkový booklet a majitel obdrží přístup ke stažení 12 bonusových skladeb (viz Disk 5).

## Obsazení
- David Gilmour – kytara, cümbüş, altsaxofon, zpěv, vokály
- Rick Wright – Hammondovy varhany, varhany Farfisa, syntezátory, zpěv, vokály
- Jon Carin – klávesy, lap steel kytara, programování, vokály
- Guy Pratt – baskytara, kontrabas, kytara, skleněná harmonika, vokály
- Phil Manzanera – kytary, skleněná harmonika, vokály
- Dick Parry – saxofony, klávesy, skleněná harmonika
- Steve DiStanislao – bicí, perkuse, vokály
- Zbigniew Preisner – dirigent, orchestrální aranžmá
- Leszek Możdżer – piano
- Baltic Philharmonic Orchestra
- Igor Sklyarov – skleněná harmonika („Shine On You Crazy Diamond“ z Benátek)

### Obsazení na jam session z The Barn
- David Gilmour – kytara, lap steel kytara, bicí
- Rick Wright – klávesy
- Guy Pratt – baskytara, kytara
- Steve DiStanislao – bicí, kontrabas